# OpenDNS

Logo van OpenDNS

OpenDNS is een Amerikaanse DNS provider. Een DNS provider biedt een service waarmee domeinnamen omgezet worden in numerieke internetadressen. Normaal gesproken wordt deze service verleend door de internetaanbieder waarbij men internet afneemt, maar een gebruiker kan ook een alternatieve DNS provider instellen. OpenDNS biedt als extra service een correctie van typefouten, bescherming tegen malware en phishing en de mogelijkheid om sites te blokkeren op basis van hun inhoudsprofiel. Het bedrijf is op dit gebied een van de bekendste en heeft ongeveer 50 miljoen gebruikers, waaronder bedrijven en scholen die de service gebruiken voor inhoudsfilters en ouderlijk toezicht.
Het bedrijf werd in 2005 opgericht door David Ulevitch en heeft zijn hoofdzetel in San Francisco. Tot 2014 verdiende het bedrijf geld via het tonen van advertenties op incorrect ingevoerde domeinnamen. In juni 2014 is het bedrijf hier echter mee gestopt, om zich geheel te gaan richten op internetbeveiliging.
Eigendom van Cisco Systems geworden.